# Resolutie 1536 Veiligheidsraad Verenigde Naties
Resolutie 1536 van de Veiligheidsraad van de Verenigde Naties werd op 26 maart 2004 unaniem aangenomen door de VN-Veiligheidsraad en verlengde de veiligheidsbijstandsmissie in Afghanistan.

## Achtergrond
In 1979 werd Afghanistan bezet door de Sovjet-Unie, die vervolgens werd bestreden door Afghaanse krijgsheren. Toen de Sovjets zich in 1988 terugtrokken raakten ze echter slaags met elkaar. In het begin van de jaren 1990 kwamen ook de Taliban op. In september 1996 namen die de hoofdstad Kabul in. Tegen het einde van het decennium hadden ze het grootste deel van het land onder controle en riepen ze een streng islamitische staat uit.
In 2001 verklaarden de Verenigde Staten met bondgenoten hun de oorlog en moesten ze zich terugtrekken, waarna een interim-regering werd opgericht.

## Inhoud

### Waarnemingen
Op 4 januari had de loya jirga van Afghanistan een grondwet aangenomen die de wil van het volk om over te gaan tot een stabiele democratische staat verwoordde. Het overgangsbestuur werd bevestigd als de enige wettige overheid van Afghanistan tot de voorziene verkiezingen hadden plaatsgevonden. Voorts werden ook het belang van de Verklaring van Kabul inzake Goed Nabuurschap en de opvolgende Verklaring van Dubai inzake Handel, Doorgang en Binnenlandse Investeringen benadrukt. Verder moest het staatsgezag over heel het land worden uitgebreid en moesten alle gewapende fracties worden ontwapend en geherintegreerd.

### Handelingen
De UNAMA-missie werd verlengd met een periode van twaalf maanden.
De Afghaanse autoriteiten werden opgeroepen te zorgen dat alle bevolkingsgroepen deelnamen aan het verkiezingsproces, vrouwen en vluchtelingen inbegrepen, en alle gerechtigde Afghanen werden opgeroepen deel te nemen. UNAMA en de autoriteiten werden gevraagd de kiezersregistratie te versnellen. Ook moest verder werk worden gemaakt van de strijd tegen de drugshandel. Daaraan verbonden moest ook de voor de creatie van een sterke economie en de veiligheid worden gezorgd.

## Verwante resoluties
- Resolutie 1471 Veiligheidsraad Verenigde Naties (2003)
- Resolutie 1510 Veiligheidsraad Verenigde Naties (2003)
- Resolutie 1563 Veiligheidsraad Verenigde Naties
- Resolutie 1589 Veiligheidsraad Verenigde Naties (2005)

Lijst ·  1522 ·  1523 ·  1524 ·  1525 ·  1526 ·  1527 ·  1528 ·  1529 ·  1530 ·  1531 ·  1532 ·  1533 ·  1534 ·  1535 ·  1536 ·  1537 ·  1538 ·  1539 ·  1540 ·  1541 ·  1542 ·  1543 ·  1544 ·  1545 ·  1546 ·  1547 ·  1548 ·  1549 ·  1550 ·  1551 ·  1552 ·  1553 ·  1554 ·  1555 ·  1556 ·  1557 ·  1558 ·  1559 ·  1560 ·  1561 ·  1562 ·  1563 ·  1564 ·  1565 ·  1566 ·  1567 ·  1568 ·  1569 ·  1570 ·  1571 ·  1572 ·  1573 ·  1574 ·  1575 ·  1576 ·  1577 ·  1578 ·  1579 ·  1580